# Viviane Dorsile
Viviane Dorsile, później El Haddad i Tual (ur. 1 czerwca 1967 w Sainte-Anne na Gwadelupie) – francuska lekkoatletka, sprinterka i biegaczka średniodystansowa, mistrzyni Europy, dwukrotna olimpijka.

## Życiorys
Zajęła 8. miejsce w biegu na 400 metrów i 5. miejsce w sztafecie 4 × 400 metrów na mistrzostwach Europy w 1990 w Splicie. Zajęła 5. miejsce w sztafecie 4 × 400 metrów na halowych mistrzostwach świata w 1991 w Sewilli. Odpadła w eliminacjach biegu na 800 metrów na igrzyskach olimpijskich w 1992 w Barcelonie. Zdobyła brązowy medal w biegu na 400 metrów na halowych mistrzostwach Europy w 1994 w Paryżu, przegrywając jedynie z lekkoatletkami rosyjskimi Swietłaną Gonczarienko i Tatjaną Aleksiejewą.
Zwyciężyła w sztafecie 4 × 400 metrów (w składzie: Francine Landre, Dorsile, Évelyne Élien i Marie-José Pérec) na mistrzostwach Europy w 1994 w Helsinkach. Czas uzyskany w begu sztafetowym (3:22,34) jest aktualnym (listopad 2022) rekordem Francji. Zajęła 4. miejsce w sztafecie 4 × 400 metrów w zawodach pucharu świata w 1994 w Londynie (sztafeta francuska reprezentowała Europę). Odpadła w eliminacjach sztafety 4 × 400 metrów na mistrzostwach świata w 1995 w Göteborgu. Zajęła 8. miejsce w sztafecie 4 × 400 metrów i odpadła w półfinale biegu na 800 metrów na igrzyskach olimpijskich w 1996 w Atlancie. Na mistrzostwach Europy w 1998 w Budapeszcie zajęła 6. miejsce sztafecie 4 × 400 metrów i odpadła w półfinale biegu na 800 metrów. Zajęła 3. miejsce w biegu na 800 metrów w zawodach superligi pucharu Europy w 1999 w Paryżu.
Zdobyła srebrny medal w sztafecie 4 × 400 metrów (która biegła w składzie: Anita Mormand, Peggy Babin, Dorsile i Marie-Louise Bévis i zajęła 7. miejsce w biegu na 400 metrów przez płotki na igrzyskach frankofońskich w 2001 w Ottawie. Zwyciężyła w sztafecie 4 × 400 metrów (w składzie: Mormand, Dorsile, Bévis i Landre) oraz zajęła 5. miejsce w biegu na 400 metrów przez płotki na igrzyskach śródziemnomorskich w 2001 w Radisie.
Była mistrzynią Francji w biegu na 400 metrów w 1991 oraz w biegu na 800 metrów w 1992, 1996 i 1998, wicemistrzynią w biegu na 400 metrów w 1990 oraz w biegu na 800 metrów w 1995 i 2000, a także brązową medalistką w biegu na 400 metrów w 1994, w biegu na 800 metrów w 1993 i 2003 oraz w biegu na 400 metrów przez płotki w 2001. W hali była mistrzynią swego kraju w biegu na 400 metrów w 1991 i 1994 oraz wicemistrzynią na tym dystansie w 2000.
Była rekordzistką Francji w biegu na 800 metrów z czasem 1:59,29, uzyskanym 27 czerwca 1992 w Narbonie. Dwukrotnie poprawiała rekord Francji w sztafecie 4 × 400 metrów do wskazanego powyżej wyniku 3:22,34 z Helsinek w 1994. Również dwukrotnie ustanawiała halowy rekord Francji w biegu na 400 metrów co czasu 51,92 s (13 marca 1994 w Paryżu)

## Rekordy życiowe
Rekordy życiowe Dorsile:
- bieg na 400 metrów – 52,02 s (25 kwietnia 1992, Fort-de-France)
- bieg na 800 metrów – 1:59,29 (27 czerwca 1992, Narbona)
- bieg na 400 metrów przez płotki – 57,21 (30 czerwca 2001, Saint-Étienne)
- bieg na 400 metrów (hala) – 51,92 s (13 marca 1994, Paryż)